# Französische Meisterschaften im Biathlon 2009
Die Französischen Meisterschaften im Biathlon 2009 fanden vom 4. bis 5. April des Jahres in Les Saisies statt. Sowohl für Männer als auch für Frauen wurde ein Wettbewerb im Massenstart sowie eine Mixed-Staffel veranstaltet.

## Mixed-Staffel
| Platz | Starter                                                              | Verein | Zeit |
| ----- | -------------------------------------------------------------------- | ------ | ---- |
| 1     | Marie-Laure Brunet Marie Dorin Jean-Guillaume Béatrix Simon Fourcade |        |      |
| 2     | Julie Carraz-Collin Pauline Macabies Vincent Jay Alexis Bœuf         |        |      |
| 3     | Sylvie Becaert Enora Latuillière Rémi Borgeot Vincent Porret         |        |      |

Datum: 4. April 2009

## Männer-Massenstart
| Platz | Starter        | Verein | Zeit | Schießfehler |
| ----- | -------------- | ------ | ---- | ------------ |
| 1     | Vincent Jay    |        |      |              |
| 2     | Simon Fourcade |        |      |              |
| 3     | Frédéric Jean  |        |      |              |
| 4     | Tanguy Roche   |        |      |              |
| 5     | Vincent Porret |        |      |              |
| 6     | Julien Ughetto |        |      |              |

Datum: 5. April 2009

## Frauen-Massenstart
| Platz | Starter             | Verein | Zeit | Schießfehler |
| ----- | ------------------- | ------ | ---- | ------------ |
| 1     | Marie-Laure Brunet  |        |      |              |
| 2     | Pauline Macabies    |        |      |              |
| 3     | Sylvie Becaert      |        |      |              |
| 4     | Julie Carraz-Collin |        |      |              |
| 5     | Anaïs Bescond       |        |      |              |
| 6     | Marine Dusser       |        |      |              |

Datum: 5. April 2009